# پیز سگناس
پیز سگناس (به لاتین: Piz Segnas) یک کوه در سوئیس است که در کانتون گراوبوندن واقع شده‌است. پیز سگناس ۳٬۰۹۹ متر بالاتر از سطح دریا واقع شده‌است.